# Chèvreville (Oise)
Chèvreville ist eine französische Gemeinde mit 405 Einwohnern (Stand: 1. Januar 2022) im Département Oise in der Region Hauts-de-France. Sie gehört zum Arrondissement Senlis und zum Kanton Nanteuil-le-Haudouin.

## Geographie
Chèvreville liegt etwa 38 Kilometer nordöstlich von Paris. Umgeben wird Chèvreville von den Nachbargemeinden Nanteuil-le-Haudouin im Norden und Nordwesten, Villers-Saint-Genest im Norden und Nordosten, Bouillancy im Osten, Brégy im Süden und Südosten sowie Ognes im Westen und Südwesten.

## Bevölkerungsentwicklung
| Jahr                       | 1962 | 1968 | 1975 | 1982 | 1990 | 1999 | 2006 | 2013 |
| Einwohner                  | 327  | 348  | 359  | 400  | 441  | 447  | 468  | 425  |
| Quellen: Cassini und INSEE |      |      |      |      |      |      |      |      |

## Sehenswürdigkeiten
- Kirche Saint-Martin (siehe auch: Liste der Monuments historiques in Chèvreville (Oise))

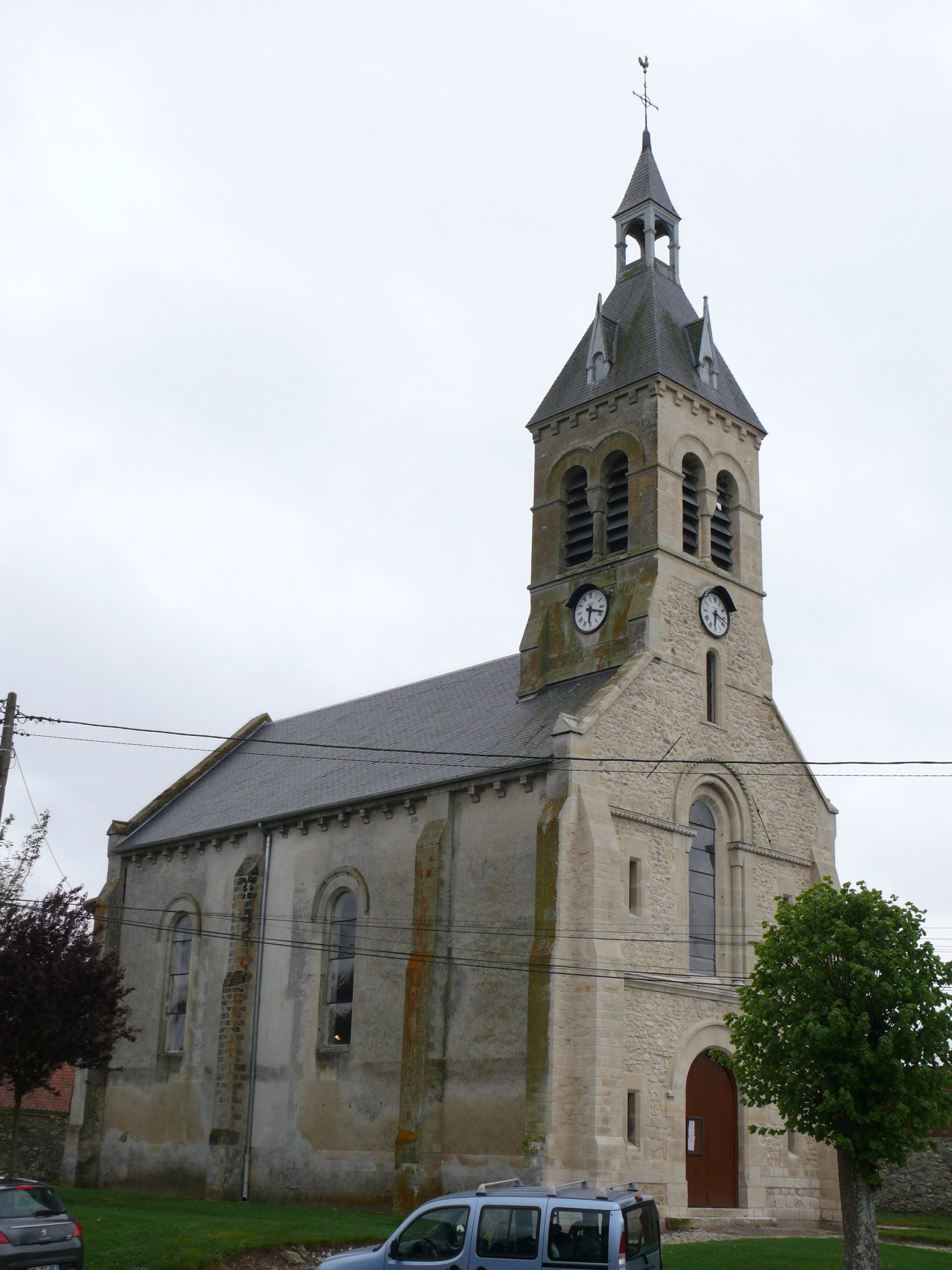
Kirche Saint-Martin